# Urishay Castle
Urishay Castle är en slottruin i Storbritannien. Den ligger i grevskapet Herefordshire och riksdelen England, i den södra delen av landet. Urishay Castle ligger 236 meter över havet.
Terrängen runt Urishay Castle är kuperad åt nordväst, men åt sydost är den platt. Trakten runt Urishay Castle består i huvudsak av gräsmarker.